# Виччаярви
Виччаярви — озеро на территории Ребольского сельского поселения Муезерского района Республики Карелия.

## Общие сведения
Площадь озера — 1,3 км², площадь водосборного бассейна — 36,1 км². Располагается на высоте 209,1 метров над уровнем моря.
Форма озера лопастная, почти прямоугольная. Берега немного изрезанные, каменисто-песчаные, на западе — заболоченные.
С северо-восточной стороны озера вытекает река Печчеярви, по пути принимая воды из озера Печче, впадающая в озеро Верхнее, откуда вытекает безымянная река, впадающая в озеро Колвас, из которого вытекает река Колвас, впадающая в Лексозеро, откуда через реки Сулу и Лендерку воды в итоге попадают в Балтийское море.
Код объекта в государственном водном реестре — 01050000111102000010311.